# Yokohama Landmark Tower

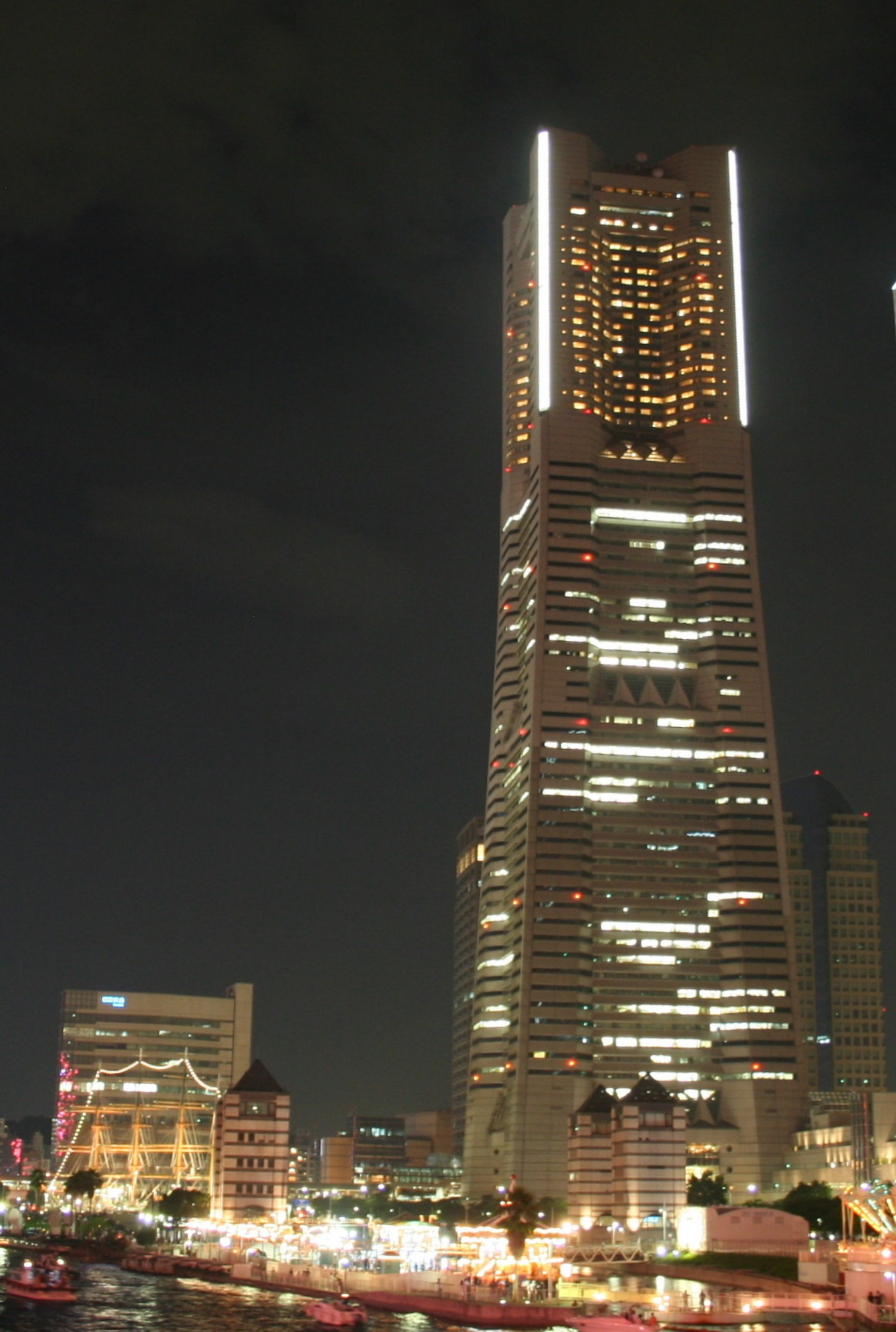
Landmark Tower nachts

Der Yokohama Landmark Tower ist ein Wolkenkratzer in Yokohama.
Der 295,8 Meter hohe, 70-stöckige Wolkenkratzer wurde 1993 im Hafenbezirk Minato Mirai 21 von Yokohama errichtet und war für mehrere Jahre das höchste Gebäude Japans. Im Jahr 2013 wurde der Landmark Tower von dem vier Meter höheren Abeno Harukas in Osaka abgelöst.
In den unteren Etagen des Gebäudes befinden sich neben einem Einkaufszentrum, dem Landmark Plaza mit 160 verschiedenen Geschäften, die Rezeption des Royal Park Hotels, bis zum 48. Stock Büroräume und vom 49. bis zum 70. Stock das „Royal Park Hotel“. Auf Etage 69 befindet sich eine Aussichtsplattform, der sog. Sky Garden, welche bis zur Fertigstellung des Tokyo Skytree im Mai 2012 die höchste Aussichtsplattform Japans war. Diese kann mit einem Expressaufzug direkt vom Erdgeschoss aus erreicht werden. Zum Zeitpunkt der Fertigstellung war dies der schnellste Aufzug der Welt und ist mit 750 m/min immer noch Japans schnellster. Der Aufzug hat abgerundete Außenkanten, was ihm ermöglicht, diese hohe Geschwindigkeit zu erreichen. An schönen Tagen reicht der Panoramablick vom Sky Garden aus bis zu 80 km weit, was das Erkennen von Sehenswürdigkeiten wie dem Fujisan, dem Tokyo Tower und der Tokyoter Präfekturverwaltung ermöglicht.